# カステルメッツァーノ
カステルメッツァーノ（イタリア語: Castelmezzano）は、イタリア共和国バジリカータ州ポテンツァ県にある、人口約800人の基礎自治体（コムーネ）。

## 地理

### 位置・広がり

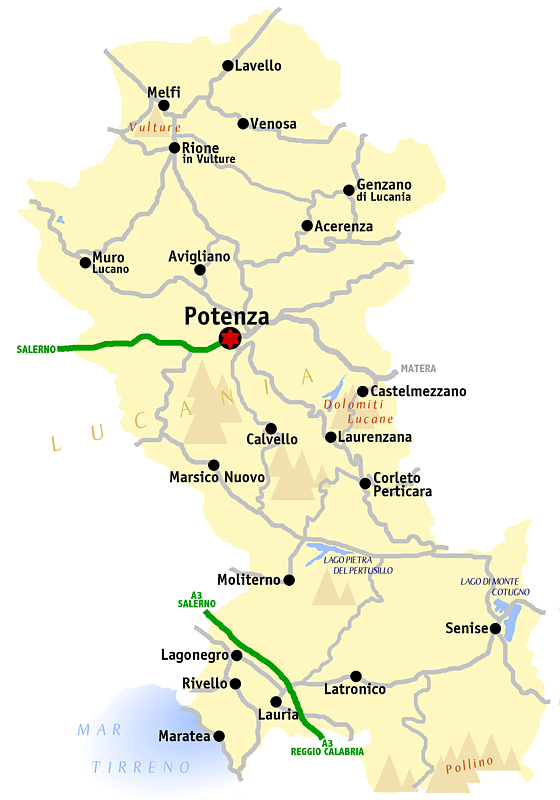
ポテンツァ県概略図

#### 隣接コムーネ
隣接するコムーネは以下の通り。
- アルバーノ・ディ・ルカーニア
- アンツィ
- ラウレンツァーナ
- ピエトラペルトーザ
- トリヴィーニョ

## 文化・観光
「イタリアの最も美しい村」クラブ加盟コムーネである。